# Louis Desmet (atleet)
Louis Desmet (Sint-Pieters-Leeuw, 5 januari 1930 - Anderlecht , 6 juni 2001) was een Belgische atleet, die gespecialiseerd was in de middellange afstand. 
Desmet nam op de 800 m deel aan de Olympische Spelen van 1952 in Helsinki en werd uitgeschakeld in de series. Hij was aangesloten bij Olympic Essenbeek Halle.  

## Persoonlijk record
| Onderdeel | Prestatie | Datum        | Plaats   |
| --------- | --------- | ------------ | -------- |
| 800 m     | 1.52,9    | 20 juli 1952 | Helsinki |

## Palmares

### 800 m
- 1951:  BK AC – 1.55,4
- 1952: 4e in serie OS in Helsinki – 1.52,9